# Patrizio Bosti
Patrizio Bosti dit "'O Patrizio" (né le 5 septembre 1959 à Naples) est un important chef de la mafia napolitaine, la camorra, qui figurait sur la liste italienne des trente criminels les plus recherchés.

## Biographie
Il monte les échelons de la camorra dans les années 1980 en épousant Rita Aieta, devenant de ce fait parenté aux boss incontestés du moment : Francesco Mallardo et Edoardo Contini, qui seront respectivement arrêtés en 2003 et en 2007. À ce moment-là, Patrizio Bosti devient Régent de l'« Alleanza di Secondigliano », puissante organisation mafieuse de la camorra, tout en gérant le quartier Forcella grâce à son amitié avec Celeste Giugliano, du puissant clan Giuliano.
Patrizio Bosti devient par la suite le chef du clan Licciardi-Contini de la camorra. Ses multiples activités illicites lui rapporteraient plus de 100 000 € par mois[réf. nécessaire].
En fuite depuis 2003 (latitante), il est arrêté le 10 août 2008  en Espagne à l'heure du déjeuner dans un restaurant de Playa de Aro, près de Barcelone. Bosti était assis à une table en compagnie d'espagnols et de napolitains quand la police espagnole, la Guardia Civil, lui a demandé les papiers d'identité. Bosti lui a alors présenté de faux papiers sous le nom de "Giovanni Daniele", avant d'être arrêté, une Rolex d'une valeur de 85 000 € au poignet et 24 000 € en billets sur lui. D'Espagne, "'O Patrizio" contrôlait le trafic de drogue entre la Colombie et l'Italie, appuyé à Naples par sa femme Rita et son fils Ettore.
Bosti était notamment recherché par la justice italienne pour le double meurtre des frères Antonio et Gennaro Giglio, commis en 1984 lors d'une faide entre clans. Pour ce crime il avait été condamné à une peine de 23 ans de prison, peine qui sera confirmée en 2009.
Détenu, il est jugé et condamné en 2015 à 14 ans de prison en tant que chef d'une organisation mafieuse.